# Zhuque 1

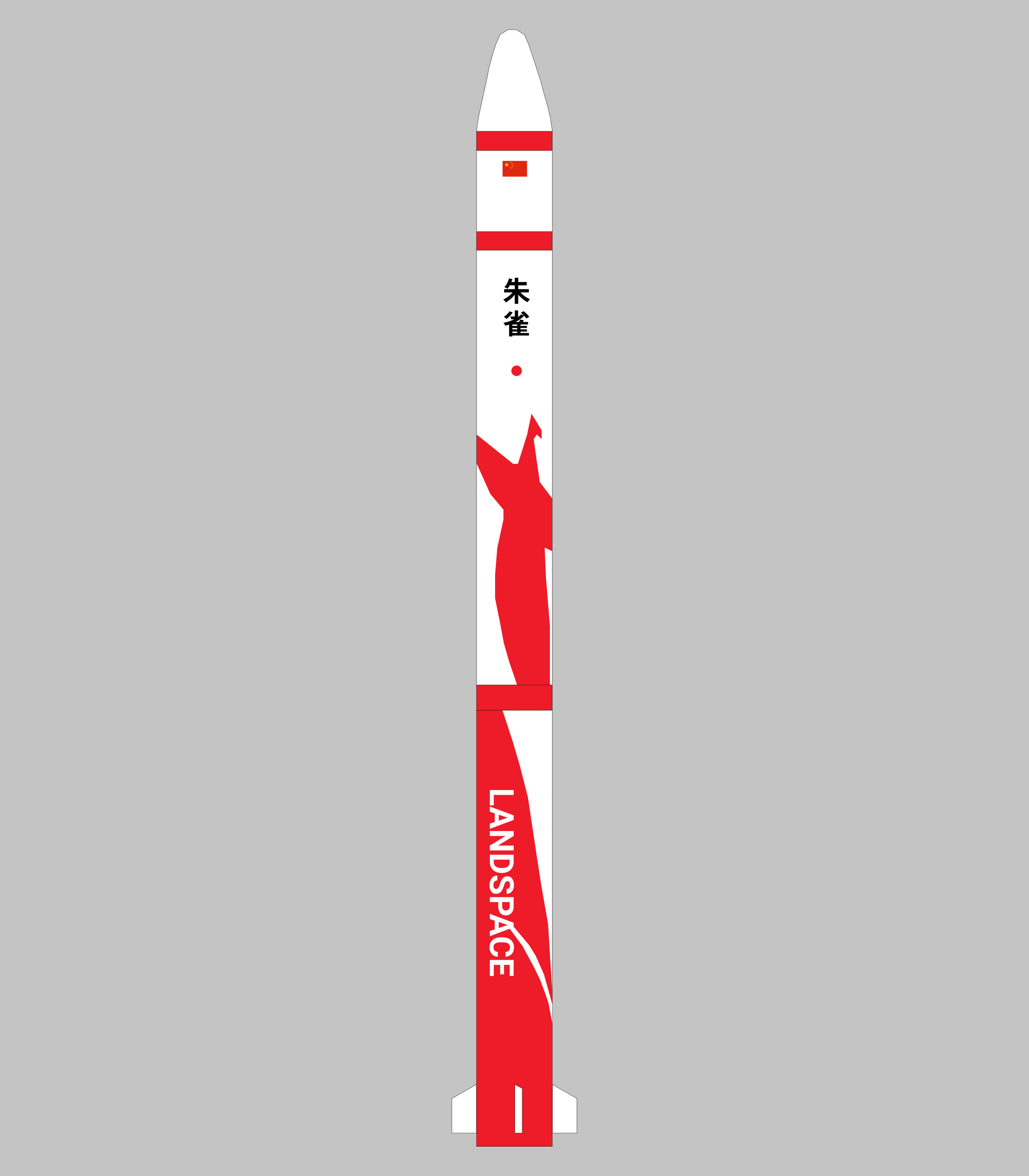
Zhuque 1

Zhuque 1 (ZQ-1, chinesisch 朱雀一号) war eine Trägerrakete des privaten chinesischen Raketenbauers LandSpace. Zhuque bedeutet „Roter Vogel“, das Tier des Südens in der chinesischen Mythologie.

## Geschichte
Die Peking ansässige Firma LandSpace wurde am 1. Juni 2015 als 蓝箭航天空间科技有限公司 bzw. LandSpace Weltraumtechnologie GmbH gegründet.
Wie die meisten der nach der Öffnung des chinesischen Raumfahrtmarkts für Privatkapital im Jahr 2014 entstandenen Start-up-Unternehmen begann man mit einer relativ einfach zu entwickelnden Feststoffrakete, der Zhuque 1. Die Montage der Rakete fand im Forschungs- und Entwicklungszentrum Xi’an statt, dem ersten und damals einzigen Zweigstandort der Firma (die Hauptverwaltung von LandSpace befindet sich in Peking). Ende August 2018 war die Rakete fertiggestellt, am 27. September 2018 wurde sie zum Kosmodrom Jiuquan gebracht.
Der Start der Rakete erfolgte am 27. Oktober 2018 um 8:00 UTC. Damit war LandSpace das erste private Raumfahrtunternehmen Chinas, dem ein orbitaler Raketenstart gelang. Die erste und die zweite Stufe arbeiteten einwandfrei, die Nutzlastverkleidung wurde korrekt abgetrennt, dann konnte jedoch aufgrund von Problemen mit der dritten Stufe die gewünschte Umlaufbahn nicht erreicht werden.
Die Rakete erreichte nur eine Geschwindigkeit von etwas über 6 km/s, also weit unter der ersten kosmischen Geschwindigkeit von 7,9 km/s, die nötig ist, um einen Satelliten in den Orbit zu befördern. Nachdem die Zhuque 1 eine Höhe von 340 km erreicht hatte, stürzte sie in den Golf von Bengalen.
Der 40 Kilogramm schwere experimentelle Erdbeobachtungssatellit mit der Bezeichnung Weilai-1 ging dabei verloren. Der Grundkörper des Satelliten maß 32 × 29,5 × 24,8 Zentimeter. An zwei Kanten des annähernd würfelförmigen Grundkörpers waren zwei Solarzellenausleger montiert.

## Technik
Die Zhuque 1 war eine dreistufige Rakete, bei der in allen Stufen Feststoffmotoren zum Einsatz kamen, die von der Akademie für Feststoffraketentriebwerkstechnik geliefert wurden, der Führungsgesellschaft der staatlichen China Aerospace Science and Technology Corporation für das Geschäftsfeld Feststoffraketentriebwerke.
Das Triebwerk der Erststufe entwickelte einen Startschub von 450 kN. Als Treibstoff kam mit etwa 1 % Gewichtsanteil Industrieruß versetztes Hydroxyl-terminiertes Polybutadien (HTPB-4) zum Einsatz. Die 19 Meter hohe Rakete mit einem Durchmesser von 1,3 Metern (ohne Heckflossen) wog vor dem Start rund 27 Tonnen. Für einen sonnensynchronen, annähernd kreisförmigen Orbit rund 500 Kilometer über der Erde gab LandSpace eine Nutzlastkapazität von 200 Kilogramm an. Für eine annähernde Kreisbahn in 300 Kilometern Höhe wurden 300 Kilogramm genannt.

## Startliste
| Lfd. Nr. | Datum (UTC)            | Startplatz | Nutzlast            | Art der Nutzlast                                              | Anmerkungen |
| -------- | ---------------------- | ---------- | ------------------- | ------------------------------------------------------------- | --- |
| 1        | 27. Oktober 2018 08:00 | Jiuquan    | Weilai-1 (Future-1) | Fernerkundungsatellit für den chinesischen Fernsehsender CCTV | Fehlschlag Erdumlaufbahn nicht erreicht. Nach nominaler Trennung der ersten und zweiten Stufe und der Abtrennung der Nutzlastverkleidung kam es zu einem Problem mit der dritten Stufe. |

Stand 2022 wird die Zhuque 1 nicht mehr hergestellt.